# Nyíregyháza
Nyíregyháza (prononciation [ˈɲiːɾɛcˌhaːzɒ]  (en slovaque : Níreďháza, en ruthène et ukrainien : Ньїредьгаза-Nyïredgaza) est une ville industrielle du Nord-Est de la Hongrie, située à équidistance de 70 km de la Slovaquie, de l'Ukraine et de la Roumanie.
Sa population est de 117 597 habitants.

## Histoire
Pendant le partage de la Hongrie entre les Habsbourg, les Ottomans et les Transylvains, Nyíregyháza bénéficie de l'édit de tolérance transylvain de 1568 et près des deux tiers de la population adoptent la réforme protestante, calviniste ou unitarienne ; le dernier tiers reste catholique, et par ailleurs la ville compte aussi des minorités grecque-catholique ruthène depuis 1646, grecque-catholique roumaine depuis 1698 et Juive. Cette dernière est, pendant la Seconde Guerre mondiale, astreinte à des travaux forcés par le gouvernement de Miklós Horthy. Sous son successeur Ferenc Szálasi, beaucoup plus inféodé aux nazis, plus de 6 000 habitants Juifs de la ville sont déportés et assassinés à Auschwitz. Plusieurs bâtiments sont détruits dont la synagogue.
Durant la période soviétique, sous le gouvernement communiste, Nyíregyháza est isolée comme toutes les villes proches des frontières, dont l'accès est limité. Depuis l'ouverture des frontières en 1990 et l'intégration de la Hongrie, de la Slovaquie et de la Roumanie en 2005-2007 dans l'Union européenne, elle jouit en revanche d'un regain de prospérité et attire de nombreuses personnes des pays voisins qui viennent y faire leur courses.

## Économie
Des entreprises importantes sont installées à Nyíregyháza, dont les fabricants de pneumatiques français Michelin et allemand Continental AG sur le site de l'ancienne entreprise Taurus bien connue à l'époque soviétique et le fabricant de jouets danois LEGO.

## Population
| 1870   | 1890   | 1900   | 1910   | 1920   | 1930   |
| ------ | ------ | ------ | ------ | ------ | ------ |
| 13 015 | 18 996 | 28 073 | 33 444 | 38 751 | 46 522 |

| 1941   | 1949   | 1960   | 1970   | 1980    | 1990    |
| ------ | ------ | ------ | ------ | ------- | ------- |
| 53 917 | 48 382 | 56 834 | 75 245 | 108 235 | 114 152 |

| 2001    | 2011    | 2022    | 2024    | - | - |
| ------- | ------- | ------- | ------- | - | - |
| 118 795 | 119 746 | 116 439 | 115 359 | - | - |

## Transports

### Liaisons routières
Le trafic routier vers Budapest passe par l'autoroute M3 et quatre routes principales 4, 36, 38 et 41.
La route principale 403 et l'autoroute M3 au sud de la ville font partie du périphérique de Nyíregyháza.
Certaines routes secondaires touchent également la zone urbaine. Par exemple, la route 3317 relie Hajdúdorog, la route 3822 relie Kótaj, la route 3834 relie Nagyhalás, la route 4101 relie Nyírpazon, la route 4911 relie Nyírbátor, ou encore la route 4925, qui sert à rejoindre Butyka et le parc industriel sud. La route 3813 permet de rejoindre le quartier de Nyírszőlős, en évitant le centre-ville. La route 3636 entre Nyírtelek et Nagycserkesz touche juste sa frontière ouest.

### Transport ferroviaire
La plus importante de ses liaisons ferroviaires est la Ligne de Szolnok à Záhony par Debrecen et Nyíregyháza (ligne 100), d'où partent la 100c vers Tokaj, la 113 vers Mátészalka et la 116 vers Vásárosnamény.

## Éducation
La ville abrite une université et un grand parc animalier et aquarium y compris marin. Du 30 juillet au 6 août 2016, la ville a accueilli une conférence de la ligue internationale des enseignants d'espéranto.

## Jumelages
La ville de Nyíregyháza est jumelée avec :
| Ville | Ville           | Pays | Pays        | Période                     |
| ----- | --------------- | ---- | ----------- | --------------------------- |
|       | Baia Mare       |      | Roumanie    | depuis 2003                 |
|       | Bayonne         |      | France      |                             |
|       | Bielsko-Biała   |      | Pologne     | depuis le 9 juin 2018       |
|       | Gorlice         |      | Pologne     |                             |
|       | Harbin          |      | Chine       | depuis 2006                 |
|       | Iserlohn,       |      | Allemagne   | depuis 1989                 |
|       | Ivano-Frankivsk |      | Ukraine     | depuis le 11 septembre 2004 |
|       | Kajaani         |      | Finlande    | depuis 1981                 |
|       | Kiryat-Motzkin  |      | Israël      | depuis 1998                 |
|       | Oujhorod        |      | Ukraine     | depuis 1971                 |
|       | Prešov          |      | Slovaquie   | depuis 1975                 |
|       | Rzeszów         |      | Pologne     | depuis 1996                 |
|       | Satu Mare       |      | Roumanie    | depuis 2000                 |
|       | St Albans       |      | Royaume-Uni | depuis 1995                 |
|       | Udine           |      | Italie      |                             |

## Personnalités
- Gyula Bereznai (1921-1990), mathématicien, y est mort.

Naissance à Nyíregyháza
- Márton Fucsovics (né en 1992), joueur de tennis.
- Ferenc Kósa (1937-2018), réalisateur et scénariste.
- István Móna (1940-2010), pentathlonien, champion olympique.
- András Toma (1925-2004), militaire hongrois.
- Alexander von Tahy (1886-1918), as austro-hongrois de la Première Guerre mondiale.

## Climat
| Mois                                  | jan.       | fév.      | mars       | avril     | mai       | juin      | jui.      | août      | sep.      | oct.      | nov.      | déc.       | année     |
| ------------------------------------- | ---------- | --------- | ---------- | --------- | --------- | --------- | --------- | --------- | --------- | --------- | --------- | ---------- | --------- |
| Température minimale moyenne (°C)     | −3,4       | −2,3      | 1,5        | 6,4       | 10,8      | 14,3      | 15,7      | 15,2      | 10,9      | 6,4       | 2,3       | −1,9       | 6,3       |
| Température moyenne (°C)              | −1,1       | 0,9       | 5,9        | 11,8      | 16,5      | 19,9      | 21,6      | 21,5      | 16,4      | 11        | 5,5       | 0,1        | 10,8      |
| Température maximale moyenne (°C)     | 1,3        | 4,1       | 10,3       | 17,4      | 22,3      | 25,7      | 27,5      | 27,7      | 21,9      | 15,8      | 8,8       | 2,3        | 15,4      |
| Record de froid (°C) date du record   | −23,5 1987 | −24 1987  | −15,4 1987 | −4 2020   | −2 1982   | 3,4 1990  | 8,2 1990  | 5 1981    | 0,5 1986  | −7,2 1991 | −17 1988  | −19,2 1996 | −24 1987  |
| Record de chaleur (°C) date du record | 14,6 1994  | 18,6 2017 | 31 1980    | 31,2 2012 | 32,7 2007 | 37,1 2021 | 39,3 2007 | 38,2 2012 | 35,6 2015 | 27,3 2000 | 24,1 2018 | 15,6 1989  | 39,3 2007 |
| Ensoleillement (h)                    | 45,2       | 89,1      | 125,3      | 141,7     | 281,3     | 268,7     | 233,1     | 242,6     | 100,6     | 109,2     | 61,9      | 49,6       | 1 748,3   |
| Précipitations (mm)                   | 29,6       | 31        | 29,3       | 43,9      | 76,5      | 64,8      | 84,4      | 49,3      | 61,8      | 52,5      | 44,4      | 48,3       | 615,8     |
| Nombre de jours avec précipitations   | 7,2        | 7         | 6,4        | 8,3       | 9,8       | 9,3       | 8,9       | 6,6       | 7,5       | 7,6       | 8,6       | 9,2        | 96,4      |